# Leptogenys clarki
Leptogenys clarki är en myrart som beskrevs av Wheeler 1933. Leptogenys clarki ingår i släktet Leptogenys och familjen myror. Inga underarter finns listade i Catalogue of Life.